# Cornia
Il Cornia è un corso d'acqua della Toscana che percorre la valle omonima.

## Caratteristiche
Ha una portata d'acqua irregolare e scarsa, è lungo circa 50 km e attraversa le province di Pisa, Grosseto e Livorno. È un tipico corso d'acqua a regime torrentizio dell'Anti-Appennino (Colline Metallifere). Infatti usualmente, durante il periodo tardo primaverile ed estivo le sue acque non riescono nemmeno a raggiungere la foce ma si arrestano circa all'altezza del borgo di Suvereto. Durante l'autunno a volte, in anni passati, si è assistito a delle alluvioni-lampo che talvolta, oltre a rompere gli argini e ad inondare le attigue coltivazioni, hanno anche danneggiato ed interrotto la ferrovia Tirrenica Roma-Genova. Ricordate sono quelle del 1992 e del 2024.

## Percorso

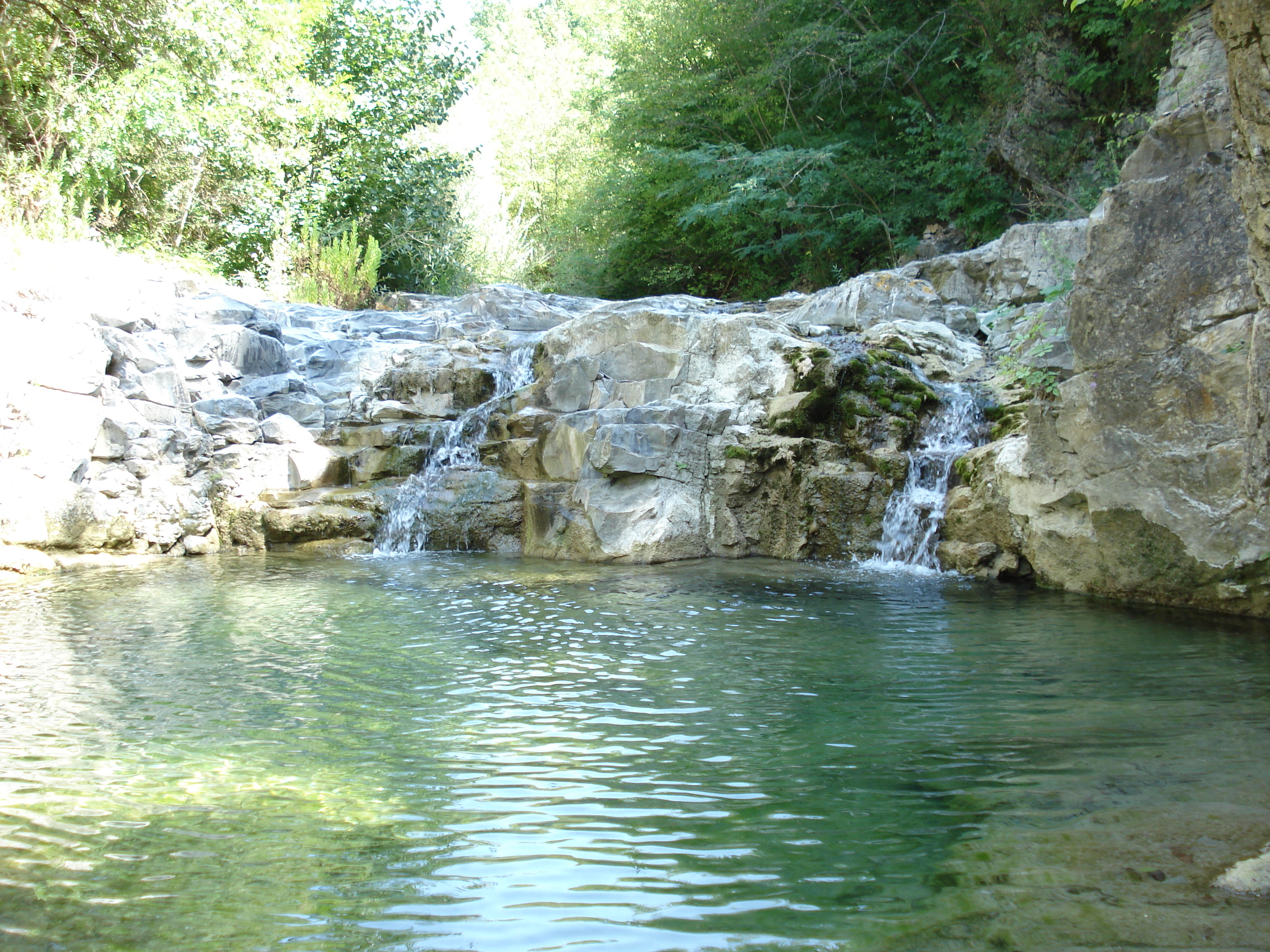
Il fiume presso Sasso Pisano

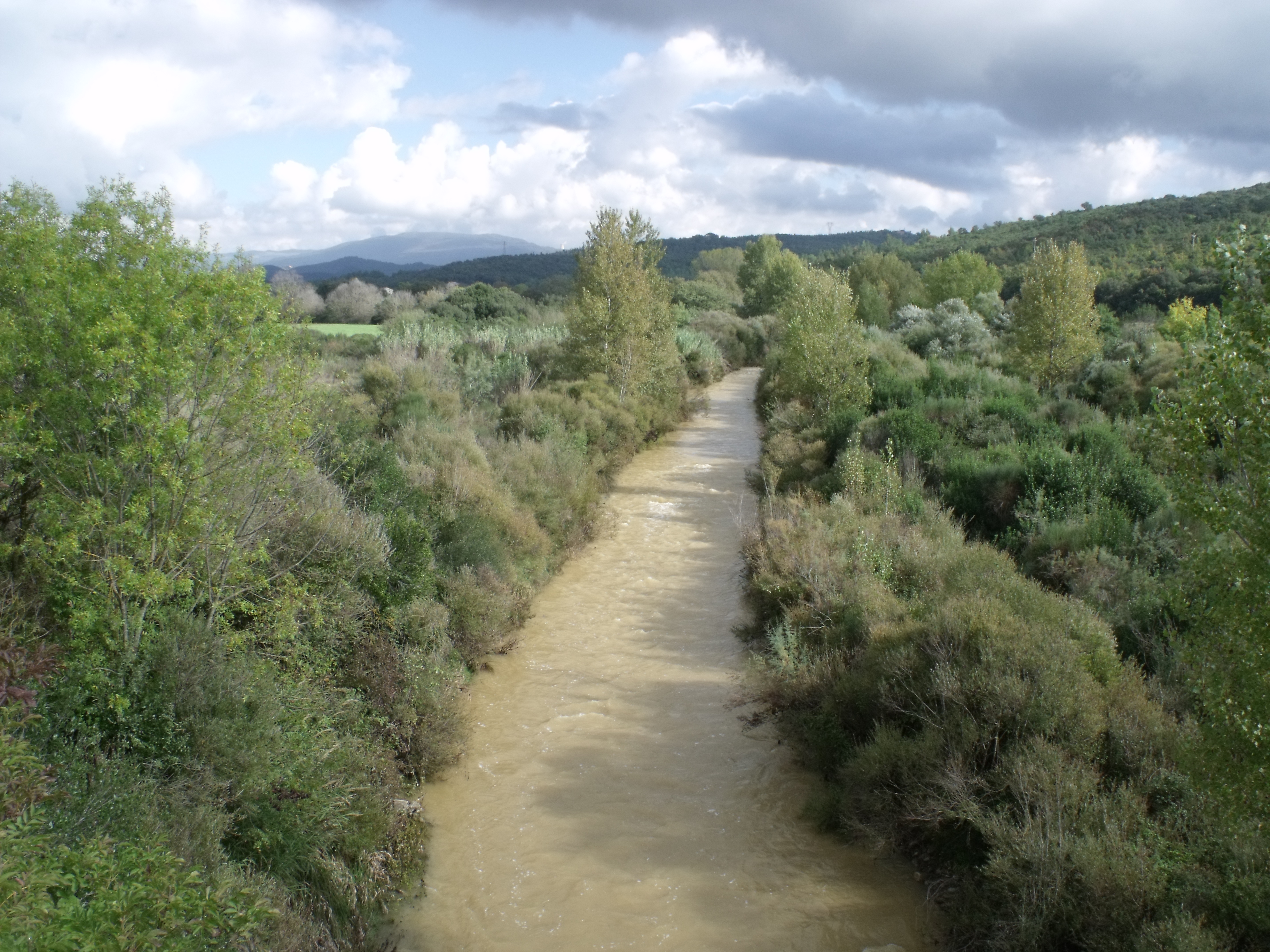
Il fiume presso Monteverdi Marittimo

Nasce dal Monte Aia dei Diavoli vicino a Sasso Pisano sulle Colline Metallifere ad 875m. In località Montegemoli (Piombino) il percorso è stato deviato, creando: 
- l'attuale Fiume Cornia, canalizzato, che sfocia a Tor del Sale (Piombino) (mar Tirreno); 
- il vecchio percorso denominato Fosso Cornia Vecchia, e non connesso al fiume, che sfocia a Ponte d'Oro (Piombino) (mar Tirreno), dove originariamente sfociava il fiume.
È costeggiato in gran parte dalla SS 398 e, nella parte meridionale presso la foce, dal Padule di Piombino (residuo della palude che un tempo era presente in Val di Cornia), che è conservato e gestito dal WWF con l'oasi "Palude Orti Bottagone".

## Affluenti
Ha pochi affluenti, soprattutto fossi e torrenti:
Affluenti di sinistra:
- Rio Secco;
- Torrente Milia.

Affluenti di destra
- Torrente Turbone;
- Torrente Massera;
- Fosso Riomerdancio.